# Paul Danzer
Paul Max Danzer (* 8. Dezember 1879 in München; † unbekannt) war ein deutscher Sachbuchautor.

## Leben
Als Sohn eines Fabrikbesitzers und Majors der Artillerie studierte er Nationalökonomie und Geschichte an der Universität München, an der er 1923 zum Dr. phil. promoviert wurde. Danzer wurde Direktor der Bayerischen Kunstgewerbe-Vereinigung und Schriftleiter der Zeitschrift Völkischer Wille. 1927 wurde er Mitarbeiter für bildende Kunst im Feuilleton des Völkischen Beobachters. Zum 1. Mai 1933 trat er in die NSDAP ein (Mitgliedsnummer 1.924.860). 1934 übernahm er die Leitung des Reichsbunds der Kinderreichen Berlin. Er war Mitarbeiter des Rassenpolitischen Amtes der NSDAP.
Nach Kriegsende wurden fast alle seiner Schriften in der Sowjetischen Besatzungszone auf die Liste der auszusondernden Literatur gesetzt.
Danzer war von 1922 bis 1932 mit Helene Reinartz verheiratet. Sein Sohn Ludwig (1927–2011) wurde Professor für Mathematik an den Universitäten Göttingen und Dortmund.

## Schriften (Auswahl)
- Geldverdienen und gewerbliche Kunst, München: B. Heller, 1929
- Die Frage, München, 1932
- Geburtenkrieg, München: Lehmann 1937
- Streifzüge ins Völkische, Berlin: Völkischer Wille 1937
- Der Wille zum Kind, München: Lehmann 1938
- Volks-Erhaltung, Berlin: Rota-Druck 1939
- (mit Hannes Schmalfuß): Das bevölkerungspolitische ABC, München: Lehmann 1940
- (mit Hannes Schmalfuß): Deutschland muß leben! Das bevölkerungspolitische ABC, 1944